# Графська бухта
Гра́фська бу́хта (крим. Grafnıñ körfezi, або На́фтова бухта, крим. Neft körfezi) — бухта на північній стороні Севастопольської бухти, в межах Нахімовського району Севастополя, неподалік Інкермана. Відгороджена від решти акваторії та від Маячної бухти молом.
З 7 вересня 2023 року місцевість передана до Бахчисарайського району Автономної Республіки Крим.

## Назва
Існують дві поширені назви бухти: Графська та Нафтова. Перша назва пов'язана з тим, що тут наприкінці XVIII століття знаходився хутір командувача Чорноморським флотом графа Марка Войновича (на його ж честь названа Графська пристань). Друга назва — пов'язана з будівництвом на берегах бухти нафтогавані.
До будівництва нафтогавані бухта також мала назву Клеопіна. Ця назва походить від назви Клеопіної балки, що впадає в бухту (сама балка отримала назву на честь братів Клеопіних). Однак у народній етимології назва трансформувалась у більш зрозумілу для моряків Клепальну бухту (нині ця назва не використовується).

## Російсько-українська війна
18 січня 2024 року партизанський рух «Атеш», під час розвідки суден в тимчасово окупованому Севастополі, на пристані Графської бухти (північна сторона Севастополя) виявив потоплений російський військовий корабель, який затонув ймовірно після атаки українських морських дронів. Встановлено, що це сторожовий корабель проєкту 205П «Тарантул».